# NK Borac Imbriovec
Nogometni klub Borac Imbriovec hrvatski je nogometni klub iz Imbriovca kraj Đelekovca.
Trenutačno se natječe se u Elitnoj ŽNL Koprivničko-križevačkoj.

## Vanjske poveznice
- Profil, HNS Semafor